# Parry O’Brien
William Parry O’Brien Jr. (* 28. Januar 1932 in Santa Monica, Kalifornien; † 21. April 2007 in Santa Clarita) war ein US-amerikanischer Leichtathlet, der in den 1950er und 1960er Jahren im Kugelstoßen etliche Erfolge feiern konnte. Er stieß elf Weltrekorde und wurde 1952 und 1956 Olympiasieger.

## Karriere
Der Sohn einer Russin und eines Iren begann seine sportliche Laufbahn als Footballer. Er wechselte, nachdem er bei einem Handgemenge einen Tritt in den Magen erlitten hatte, zum Kugelstoßen.
Zwischen 1952 und 1956 feierte O’Brien 116 Siege in Folge. Im Jahr 1959 wurde er mit dem James E. Sullivan Award ausgezeichnet. Bei den Olympischen Sommerspielen 1964 in Tokio war er der Fahnenträger seiner Mannschaft.
O’Brien war 1,92 m groß. Er wog zu Beginn seiner langen sportlichen Karriere 114 kg und nahm im Laufe der Jahre 25 kg zu. Als Kraftnahrung diente ihm insbesondere Bienenhonig, von dem er bei allen Wettkämpfen einen Vorrat mitführte.
Obwohl er wegen seiner Arroganz und seiner Starallüren allgemein unbeliebt war, verlieh man ihm den Namen Mr. Shot Put in Anerkennung der Tatsache, dass er das Kugelstoßen revolutionierte und die so genannte O’Brien-Technik (auch: Rückenstoß- oder Angleittechnik) erfand, die noch heute von etlichen Kugelstoßern und Kugelstoßerinnen angewandt wird.
Parry O’Brien war Offizier bei der US Air Force und später als Prokurist bei einer Bank tätig.

## Die O’Brien-Technik (Rückenstoß- oder Angleittechnik)
Begonnen hatte alles bei einem Wettkampf in Stuttgart, den der damals 19-jährige Parry O’Brien im Jahr 1951 anlässlich einer Europareise bestritt. Er legte sich bei 17 Meter – mit exakt dieser Weite hatte er Wochen zuvor erstmals die US-Meisterschaften gewonnen und Weltrekordler Jim Fuchs besiegt – ein Handtuch ins Gras, und selbst als der Wettkampf schon längst vorbei war, versuchte er immer noch, das Handtuch zu treffen, jedoch vergeblich. So begann er, sich Gedanken über seine Kugelstoßtechnik zu machen, und fand heraus, dass man größere Weiten erzielt, wenn man die Kugel möglichst lange in der Hand führt und dadurch die Hebelwirkung verstärkt. Zu diesem Zweck stellte er sich mit dem Rücken zur Stoßrichtung und ging beim flachen Angleiten tief in die Hocke, worauf er eine explosionsartige Körperstreckung folgen ließ und die Kugel hoch abstieß. Diese Technik übte er vor einem Spiegel im Keller seines Elternhauses. Der Erfolg ließ nicht lange auf sich warten: Parry O’Brien stieß die Kugel als Erster über 18 Meter (1953) und über 19 Meter (1956).
In seinem letzten aktiven Jahr, 1966, erzielte er als 34-Jähriger mit 19,69 m seine persönliche Bestleistung, mit der er Platz vier der Weltbestenliste einnahm.

## Leistungen

### Olympische Spiele
- 1952 in Helsinki: Gold mit 17,41 m vor Darrow Hooper (USA) mit 17,39 m und Jim Fuchs (USA) mit 17,06 m
- 1956 in Melbourne: Gold mit 18,57 m vor Bill Nieder (USA) mit 18,18 m und Jiří Skobla (Tschechoslowakei) mit 17,65 m
- 1960 in Rom: Silber mit 19,11 m hinter Bill Nieder (USA) mit 19,68 m und vor Dallas Long (USA) mit 19,01 m
- 1964 in Tokio: Vierter mit 19,20 m hinter Dallas Long (USA) mit 20,33 m, Randy Matson (USA) mit 20,20 m und Vilmos Varjú (Ungarn) mit 19,39 m

### Panamerikanische Spiele
- Panamerikanische Spiele 1955 in Mexiko-Stadt: Gold
- Panamerikanische Spiele 1959 in Chicago: Gold

### Nationale Titel
- NCAA: 1952 und 53
- AAU Kugel Freiluft: 1951 bis 1956, 1959 und 1960
- AAU Diskus: 1955
- AAU Halle: 1953 bis 1961

### Rekorde
- 19,30 m – 1. August 1959 – Albuquerque
- 19,25 m – 1. Oktober 1956 – Los Angeles
- 19,10 m – 1. November 1956 – Los Angeles
- 19,06 m – 3. September 1956 – Eugene
- 18,97 m – 3. September 1956 – Eugene
- 18,70 m – 18. August 1956 – Pasadena
- 18,69 m – 15. Juni 1956 – Los Angeles
- 18,62 m – 5. Mai 1956 – Salt Lake City
- 18,54 m – 11. Juni 1954 – Los Angeles
- 18,44 m – 11. Juni 1954 – Los Angeles
- 18,43 m – 11. Juni 1954 – Los Angeles
- 18,43 m – 21. Mai 1954 – Los Angeles
- 18,42 m – 8. Mai 1954 – Los Angeles
- 18,23 m – 24. April 1954 – Des Moines
- 18,04 m – 5. Juni 1953 – Compton
- 18,00 m – 9. Mai 1953 – Fresno

Die weitere Entwicklung des Weltrekordes mit Weiten über 23 Meter kann unter Weltrekordentwicklung verfolgt werden.

## Auszeichnungen
1984 wurde Parry O’Brien in die U.S. Olympic Hall of Fame aufgenommen.
2013 erfolgte die Aufnahme in die IAAF Hall of Fame.